# Liparetrus necessarius
Liparetrus necessarius är en skalbaggsart som beskrevs av Blackburn 1905. Liparetrus necessarius ingår i släktet Liparetrus och familjen Melolonthidae. Inga underarter finns listade i Catalogue of Life.